# 藤田麻貴
藤田 麻貴（ふじた まき、4月29日 - ）は、日本の漫画家。愛知県出身。血液型はA型。主に秋田書店の漫画雑誌『月刊プリンセス』などで活動している。BL作家の高崎ともやとも交流がある。

## 作品リスト

### 漫画作品
- ロマンスからはじめよう（1996年10月 - 1997年11日刊、全5巻）
- ハレルヤ7（1998年1月 - 1998年7月刊、全3巻）
- キッズ・ジョーカー（1999年2月1日 - 2000年10月1日刊、全6巻）
- 世界をあげよう（2000年10月1日刊）
- プラチナガーデン（『月刊プリンセス』 - 2006年9月号、2001年4月 - 2006年10月16日刊、全15巻）
- アナザー・キングダム（2006年6月16日 - 2007年11月1日刊、全2巻）
- 楽園のトリル（『月刊プリンセス』2006年12月号 - 2010年2月号、全8巻）
- バロック騎士団（『月刊プリンセス』2010年5月号[1] - 2013年5月号、全8巻）
- 星屑ハニィ（『月刊プリンセス』2013年9月号[2] - 2015年8月号[3]、全5巻）
- コハルノオト（『月刊プリンセス』2015年12月号[4] - 2018年9月号[5]、全7巻）
- 約束は図書館の片隅で（『月刊プリンセス』2019年4月号[6] - 2020年6月号、全4巻）
- 緋色の呪文（『月刊プリンセス』2020年11月号[7] - 2023年1月号[8]、全4巻）
- 彼の世の獣が見る夢は（『月刊プリンセス』2024年6月号[9] - 、既刊2巻）

### その他
- 『月刊プリンセス』フェア in Animate（『月刊プリンセス』作家参加の小冊子[10]、2010年6月） - 描きおろしイラストや4コマ漫画掲載[10]
- 秋田書店の東日本大震災チャリティ携帯用待ち受け画面配信（2011年4月15日[11]）
- ラブラブ王家！拡大版（『月刊プリンセス』2011年12月号特集[12]） - 『王家の紋章』キャラクターカットと応援コメント寄稿[12]
- テレビアニメ『クジラの子らは砂上に歌う』スタート記念トリビュートイラスト（『月刊プリンセス』2017年11月号[13]）